# Alpha Ursae Majoris
Alpha Ursae Majoris (sau α UMa, cu numele tradițional Dubhe) este a doua cea mai luminoasă stea  (după Epsilon Ursae Majoris), din constelația Ursa Mare, mai precis din asterismul Carul Mare, în pofida denumirii sale Bayer, „Alpha”. Magnitudinea sa aparentă este de 1,8m. Este una din stelele care formează loitra Carului Mare (steaua din spatele acestuia, sus), fiind una dintre principalele stele după care se poate recunoaște constelația respectivă.
Numele său tradițional, Dubhe, provine din arabă, dubb, „urs”, din sintagma ظهر الدب الأكبر, transliterat: Dhahr ad-dubb al-akbar, „spatele Marelui Urs”.

## Caracteristici
Ea formează o parte din asterismul Carul Mare și este cea mai septentrională dintre cele două stele, din spatele Carului Mare,  care ajută la găsirea, cu ușurință, a Stelei Polare. 
Este vorba de un sistem stelar cvadruplu, aflat la distanța de 124 de ani-lumină de Terra: Dubhe A a evoluat într-o stea aflată în faza de combustie a heliului,  Dubhe B, o stea din secvența principală, orbitează la o distanță de 20 u.a., ca și Dubhe C, care orbitează la o distanță de 8.000 u.a. Aceasta din urmă este, la rândul ei, o stea binară.
Din cauza precesiei echinocțiilor, "Dubhe" era „stea polară” prin anul 5100 î.Hr. și va fi din nou prin anul 20.500.

## Aflarea Stelei Polare
Una din metodele practice pentru „găsirea” Stelei Polare, Alpha Ursae Minoris, este aceea de a prelungi, de cinci ori, segmentul de dreaptă imaginar care unește steaua Merak (Beta Ursae Majoris) cu Dubhe. 

## Legături externe
- Date despre Dubhe pe site-ul SIMBAD
- Jim Kaler Dubhe stars.astro.illinois.edu
- Dubhe in The Dome of the Sky Arhivat în 12 mai 2008, la Wayback Machine.
- Encyclopedia Of Science (englisch)